# EnRedadas
EnRedadas es la primera colectiva ciberfeminista con base en Nicaragua. Trabajan por el empoderamiento  de las mujeres a través del arte y la tecnología. Fundada en 2013. 

## Objetivos
EnRedadas se ubica en la intersección entre mujeres, feminismo, arte y tecnología. Entre sus ejes de trabajo enuncian:
- Internet para la acción política.[3]
- Arte para el cambio social.
- Formación feminista.

## Festivales
El Lady Fest es un festival sobre creación artística femenina y feminista que nació en los años 90, y fue retomado por colectivas a nivel mundial como EnRedadas. En 2016 hicieron la primera edición en Managua. La edición 2017, contó con un encuentro de artistas urbanas, como grafiteras y skaters, así como una serie de talleres de ilustración, música electrónica.   
Han organizado tres FemHacks (encuentros de tecnología hechos por y para mujeres) en Nicaragua y dos LadyFest en la ciudad de Managua. En el tercer FemHack que realizaron, invitaron a participar Sulá Batsú y TIC-as, otras dos organizaciones centroamericanas que también investigan la relación entre la tecnología y el género.